# Muara Danau (Seginim)
Muara Danau is een bestuurslaag in het regentschap Bengkulu Selatan van de provincie Bengkulu, Indonesië. Muara Danau telt 370 inwoners (volkstelling 2010).